# 劉霊玲
劉 霊玲（りゅう れいれい、1994年11月8日 - ）は、中国のトランポリン選手。福建省福州市出身。中国トランポリン代表チームに所属する。
劉は2009年に中国トランポリン代表チームに選出され、2013年に辽寧全運会で個人銀メダルを獲得した。2014年には、初出場のトランポリン世界選手権で個人とペアの2冠を達成し、世界のトップ選手として注目された。2017年には、トランポリン世界選手権の団体種目で金メダルを獲得した。2018年には、ジャカルタアジア大会で個人種目の金メダルを獲得した。2019年には、トランポリンワールドカップの第一戦で個人種目の金メダルを獲得した。2021年には、東京オリンピックで個人種目の銀メダルを獲得した。
劉は美しい顔立ちとスレンダーな体型で、「トランポリンの女神」と呼ばれることもある。彼女は高い悟性と耐え忍ぶ力を持ち、幼い頃から泣かずに練習に励んできたという。彼女の指導者やチームメイトからは、高い技術と安定した精神力を評価されている。